# 五台山益母草
五台山益母草（学名：Leonurus wutaishanicus）为唇形科益母草属下的一个种。